# Tito 1

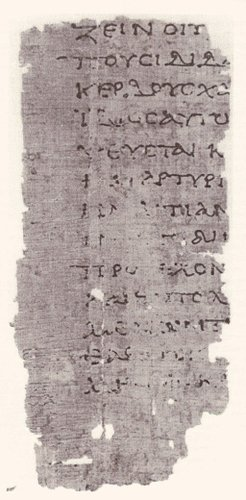
Fragmentos de la Epístola a Tito 1:11–15 on Papiro 32, de c. 200 AD

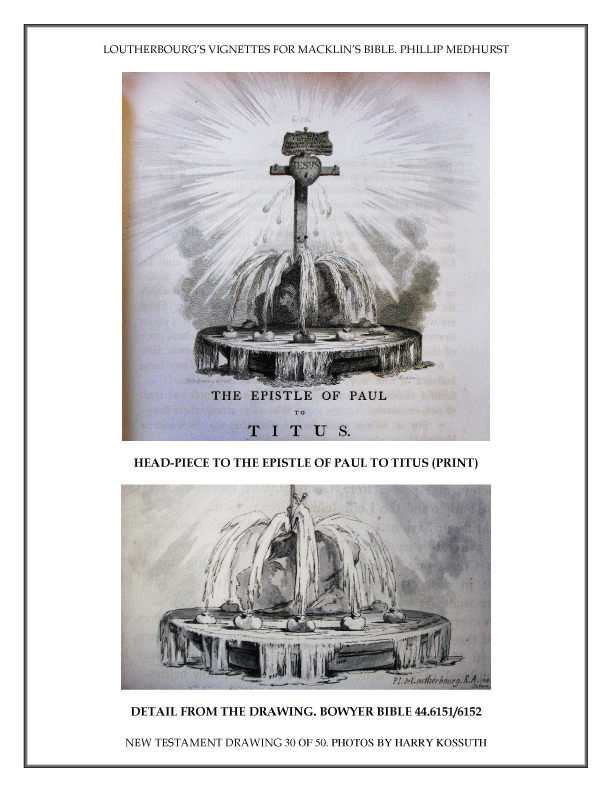
Epístola a Tito.

 Tito 1 es el primer capítulo de la Epístola a Tito o simplemente Tito 1 (que es también su forma más común de abreviatura). La epístola de tres capítulos es una breve carta atribuida tradicionalmente a Pablo de Tarso (aunque actualmente no se considera probable su autoría), enviada a Tito desde Nicópolis a Creta, donde el mismo Pablo lo había puesto como obispo en la Iglesia. Está incluida en el Nuevo Testamento de la Biblia y es una de las tres epístolas pastorales, junto con la primera epístola a Timoteo y la segunda epístola a Timoteo. Describe los requisitos y deberes de los presbíteros/obispos.  Este capítulo contiene los saludos y las instrucciones para Tito sobre cómo tratar con los engañadores.

## Texto
La epístola está dividida en tres capítulos con un total de 46 Versículos.

### Testigos textuales
Algunos manuscritos tempranos que contienen el texto de este capítulo son:
- Papiro 32 (~200 d. C.; existen los versículos 11-15)
- Códice Sinaítico (330-360)
- Códice Alejandrino (400-440)
- Codex Ephraemi Rescriptus (~450; existen los versículos 3-16)
- Codex Freerianus (~450; existen los versículos 1-3, 10-11)
- Codex Claromontanus (~550)
- Codex Coislinianus (~550; existen los versículos 1-3, 15-16)

## Destinatario
No mencionado en los Hechos de los Apóstoles, Tito fue señalado en la Gálatas (cf. Gálatas 2:1, 3) donde Pablo escribió de su viaje a Jerusalén con Bernabé, acompañado por Tito. Luego fue enviado a Corinto, Grecia, donde reconcilió con éxito a la comunidad cristiana de allí con Pablo, su fundador. Más tarde, Tito fue dejado en la isla de Creta para ayudar a organizar la Iglesia allí, y más tarde se reencontró con el apóstol Pablo en Nicópolis. Pronto se dirigió a Dalmacia (actual Croacia). Según Eusebio de Caesarea en la Historia Eclesiástica', fue el primer obispo de Creta. Fue enterrado en Cortyna (Gortyna), Creta; su cabeza fue trasladada posteriormente a Venecia durante la invasión de Creta por los sarracenos en 832 y fue consagrada en la Basílica de San Marcos, Venecia, Italia.

## Contenido
- Saludo. Versículos 1-4.
- Selección y cualidades de los presbíteros. Versículos 5-9
- Actitud ante los falsos maestros. Versículos 10-16

### Saludo. Versículos 1-4
1-Pablo, siervo de Dios, apóstol de Jesucristo en favor de la fe de los elegidos de Dios y del conocimiento de la verdad que es conforme a la piedad, 
2-basada en la esperanza de la vida eterna, que ha prometido desde toda la eternidad el que no miente, Dios, 
3-y que en el tiempo oportuno ha manifestado su palabra mediante la predicación que me ha sido confiada, por mandato de Dios nuestro Salvador, a Tito,
4-verdadero hijo en la fe que nos es común: gracia y paz de parte de Dios Padre y de Cristo Jesús, nuestro Salvador.

#### Comentarios
El propósito y contenido de este escrito son similares a los de las cartas dirigidas a Timoteo. El Apóstol busca orientar a sus colaboradores en la tarea de dirigir las iglesias. En este contexto, ofrece instrucciones sobre la organización de la comunidad (1,5-16) y las actitudes adecuadas para cada miembro (2,1-3,11). El saludo inicial destaca por su extensión y solemnidad en comparación con las demás Cartas Pastorales, subrayando el título de Apóstol y la relevancia de la misión de predicar.
La apertura de la epístola a Tito es la más larga e intrincada de las epístolas tradicionalmente consideradas escritas por Pablo, superando las aperturas de la mayoría de las otras epístolas paulinas.
Incluye en esta apertura un resumen del mensaje evangélico, exponiendo el plan de salvación de Dios puntuado por la afirmación de que «Dios nunca miente».
El Versículo 2 afirma que Dios es ἀψευδὴς, una sola palabra que significa 'no puede mentir', comparable a ἀδύνατον ψεύσασθαι θεόν. («Dios no puede mentir», o «es imposible que Dios mienta») en Hebreos 6:18.
Del versículo 4 se aprecian las características siguientes:
- «Un verdadero hijo» (NKJV; KJV: mine own son»; griego: γνησίῳ τέκνῳ): También «mi hijo genuino» (como en Timoteo 1:2), es decir, «convertido por mi instrumentalidad» (1 Corintios 4:17;[18] Filemón 10).[19][20]
- «En nuestra fe común» (NKJV; KJV: «Tras la fe común»; griego: κατὰ κοινὴν πίστιν): el autor trata a Tito como «un hijo genuino» en virtud de «la fe común a todo el pueblo de Dios», una hermandad común tanto de gentiles como de judíos, abarcando así a Tito, que es gentil (2 Pedro 1:1;[21] Judas 1:3). [22][20]
- «Gracia, misericordia y paz» (griego: χάρις ἔλεος εἰρήνη): La palabra «misericordia» se omite en algunos de los manuscritos más antiguos, pero uno de los mejores y más antiguos manuscritos la mantiene (véase 1 Timoteo 1:2; 2 Timoteo 1:2). Hay muchas similitudes de frase en todas las 'Epístolas Pastorales' (las Epístolas a Tito, 1 Timoteo 1 y 2 Timoteo).[20]

### Selección y cualidades de los presbíteros. Versículos 5-9
5-El motivo de haberte dejado en Creta es que pongas en orden las cosas que aún lo requieren y constituyas presbíteros en cada ciudad, conforme a las instrucciones que te di: 
6-que sea alguien irreprochable, casado una sola vez, que tenga hijos creyentes, no acusados de vida desenfrenada ni rebeldes. 
7-Porque es preciso que el obispo, como administrador de Dios, sea irreprochable, no arrogante, ni colérico, ni bebedor, ni pendenciero, ni propenso a ganancias turbias; 
8-sino hospitalario, amante del bien, sobrio, justo, piadoso, dueño de sí mismo, 
9-que mantenga con firmeza la palabra fiel que se ajusta a la enseñanza recibida, para que sea capaz de exhortar con la sana doctrina y corregir a los adversarios.

#### Comentarios
«Creta»: una isla del Mediterráneo mencionada en Hechos 27, cuando el barco de Pablo pasó por allí de camino a Roma.
Al igual que en 1 Timoteo 3,2-7, se exhorta a los ministros a ser un modelo de santidad para sus comunidades. En el tiempo en que se redactaron las Epístolas paulinas, todavía no estaban plenamente definidos los nombres y funciones específicas de los diversos órdenes sagrados en la jerarquía eclesial. En este texto, los términos «presbíteros» (presbýteroi, v. 5) y «obispos» (epískopoi, v. 7) parecen referirse a las mismas personas, destacando diferentes aspectos de su rol. El término presbýteroi resalta la experiencia y sabiduría propias de la edad (significa "anciano"), mientras que epískopoi pone de relieve su responsabilidad de supervisión y cuidado pastoral (significa "vigilante"). Aunque no se busca enumerar exhaustivamente todas las virtudes necesarias para estos ministros, se enfatizan cuatro áreas clave: una conducta intachable (vv. 6-7), un ejemplo familiar digno de confianza (v. 6), un carácter íntegro y hospitalario (vv. 7-8), y una sólida formación doctrinal (v. 9). Estas cualidades reflejan los criterios que la Iglesia ha valorado y preservado en sus líderes.
Los pastores deben estar llenos de toda clase de bienes espirituales y dar a todos un testimonio vivo de Dios.

### Actitud ante los falsos maestros. Versículos 10-16
10-Porque hay muchos rebeldes, charlatanes, embaucadores, sobre todo entre los que proceden de la circuncisión, 
11-a quienes es necesario tapar la boca, pues trastornan a familias enteras, enseñando lo que no deben por un vergonzoso afán de lucro. 
12-Ya dijo uno de ellos, profeta entre los suyos: «Los cretenses son siempre mentirosos, malas bestias, estómagos perezosos». 
.....
15-Todo es limpio para los limpios; en cambio, para los contaminados e incrédulos no existe nada limpio, porque su mente y su conciencia están contaminadas. 
16-Declaran conocer a Dios, pero lo niegan con sus obras, puesto que son abominables y rebeldes, incapaces de toda obra buena.

#### Comentarios
Como en Éfeso, también en Creta tenían éxito ciertos filósofos —algunos provenientes del judaísmo— que hacían un arte de sus falacias y sofismas. Aquí el Apóstol recurre a la ironía, citando un verso de algún poeta antiguo, sobre la reputación mentirosa de los cretenses.

Dios hizo puras todas las cosas. Si existen cosas impuras, se trata de una cualidad que proviene del que las ha manipulado

La pureza interior es el principio de la libertad cristiana, frente a quienes pretenden compaginar la fe con una conducta corrompida.
- «Uno de ellos, profeta de los suyos»: se refiere a Epiménides, que escribió las palabras citadas en uno de sus poemas. El autor lo llama «uno de ellos» (uno de los cretenses), ya que Epiménides era cretense de nacimiento, de la ciudad de Gnoso, y según una leyenda fue enviado por su padre a sus ovejas en el campo, cuando al mediodía se desvió a una cueva y durmió 57 años.[30] La designación como «profeta» se debe a que en Creta había profetas de Júpiter,[31] y Epiménides podría ser uno de ellos, pero la palabra «profetas» también puede referirse a los sacerdotes de otros cultos. por ejemplo, los sacerdotes de Baal eran llamados los profetas de Baal, y los profetas de las arboledas (1 Reyes 18:19). [32] Se creía que Epiménides se inspiraba en los dioses al escribir sus poemas, por lo que Apuleyo le llama,[33] un famoso adivino; y se dice por Laertius[30] que era muy hábil en la adivinación, y que predijo muchas cosas que se cumplieron; también por los griegos se suponía que era muy querido por los dioses; asimismo, Balaam, el adivino y adivino, es llamado profeta (2 Pedro 2:16). [34] Añádase a esto, que el pasaje citado a continuación se encuentra en un poema de este escritor, titulado, «Acerca de los Oráculos»; y es fácil observar, que a los poetas en común se les solía llamar «vates», o profetas; por lo que el autor habla aquí con gran propiedad.[35]
- «Los cretenses son siempre mentirosos»: Epiménides escribió sobre la vida de los habitantes de Creta como un pecado común a la naturaleza humana, que mentir era «siempre» un vicio gobernante entre ellos, por ejemplo, por decir que el sepulcro de Júpiter estaba con ellos, cuando era el sepulcro de Minos su hijo, que habían borrado fraudulentamente; y por lo cual[36] Callimachus los acusa de mentir, y utiliza estas mismas palabras de Epimenides; aunque asigna una razón diferente de la que ahora se da, que es, que Júpiter no murió, sino que siempre existe, y por lo tanto su sepulcro no podía estar con ellos, pero más que eso, aparentemente los cretenses consideran la mentira como su pecado nacional;[37] y al lado de Epimenides, también dicho por otros. Creta es llamada «mendax Creta», 'Creta mentirosa' por Ovidio.[38] Por lo tanto, con los griegos, «cretizar», se usa proverbialmente para mentir; este es un pecado, que nada hace a un hombre más como el diablo, o más infame entre los hombres, o más abominable a Dios. La versión etíope, en lugar de Cretes, o Cretianos, lee «hipócritas».[35]
- «Bestias malvadas»: se entiende bestias de presa, salvajes y traviesas (Génesis 37:20;[39] Génesis 37:33),[40] para distinguirlas de otras bestias, como ovejas y similares.
- «Glotones perezosos» (NKJV; KJV: «vientres lentos»): Esta expresión de Epiménides se refiere en parte a la intemperancia, la glotonería y la embriaguez de los cretenses, cuyo dios era su vientre, no el Señor Jesús, y en parte a su pereza, que comían el pan de los demás sin trabajar.[35]